# Standard Positioning System
Lo Standard Positioning System è un servizio fornito dalla rete di satelliti del sistema GPS.
L'SPS è utilizzato per utilizzi civili, mentre il servizio PPS resta riservato all'uso militare.
L'SPS consente di costruire ricevitori molto semplici ed economici e funziona su una sola frequenza (L1).
Fino al 2000, il segnale è stato intenzionalmente degradato tramite Selective Availability, riducendo la precisione di posizionamento a circa 100 metri di errore. Con l'abbandono nel 2000 della Selective Availability il sistema offre prestazioni simili a quelle del PPS (8-60 metri di errore per SPS contro 6-20 metri di errore per il PPS).